# Lucilia deceptor
Lucilia deceptor är en tvåvingeart som beskrevs av Charles Howard Curran 1934. Lucilia deceptor ingår i släktet Lucilia och familjen spyflugor. Inga underarter finns listade i Catalogue of Life.